# Вуорио
Ву́орио (фин. Vuorio) — посёлок в составе Хаапалампинского сельского поселения Сортавальского района Республики Карелия.

## Общие сведения
Расположен на берегу залива Юхинлахти в северо-западной части Ладожского озера, на трассе А121 («Сортавала») в 5 км от города Сортавала.
Через посёлок проходит ежегодный этап чемпионата России по авторалли «Белые ночи».

## История
В 1916—1919 годах в посёлке проживал с семьёй русский художник Николай Рерих. В 1992 году на месте утраченной усадьбы Рерихов установлен памятный крест.

## Население
| 2002 | 2009 | 2010 | 2013 |
| ---- | ---- | ---- | ---- |
| 41   | →41  | →41  | ↗58  |

## Улицы
- шоссе Выборгское
- ул. Дачная